# Trazan & Banarne
Trazan & Banarne är en TV-serie för barn som sändes i Sveriges Television under flera säsonger med början i tio avsnitt julen 1976. Den första serien – Trazan Apansson – julens konung – var del av SVT:s Jullovsmorgon. Titelfigurerna spelades av Lasse Åberg (Trazan) och Klasse Möllberg (Banarne). Serien är ett varieté-liknande program, där korta sketcher varvas med musikinslag och dramatiska scener. Avsnitten innehöll även filmtajm och rocktajm. Avsnitten från 1976–1978 finns inte längre tillgängliga i SVT:s arkiv efter att originalbanden oavsiktligt spelades över och återanvändes. 1980 gjordes en ny TV-serie med Trazan & Banarne tillsammans med Electric Banana Band. Även dessa avsnitt innehöll filmtajm och rocktajm, vilka dock klipptes bort när avsnitten senare repriserades, gavs ut på VHS och DVD, och även när de lades ut på SVTs Öppet arkiv. Trazan & Banarne har även spelat in flera skivor, några av dessa tillsammans med Electric Banana Band.

## Handling
Huvudhandlingen kretsar kring vännerna Trazan Apansson och Banarne som bor i en trähydda i djungeln, med en studsmatta. Trazan är mycket löst baserat på Edgar Rice Burroughs figur Tarzan, medan Banarne är en apa. Deras mat består till stor del av bananer. Trazan och Banarnes diskussioner kretsar ofta kring figurer som Fantomen, som om de vore verkliga. Dessutom berättar de roliga historier och limerickar för varandra. Resten av tiden tillsammans ägnar de åt att sjunga sånger, där Banarne spelar gitarr och Trazan spelar banjo. De framför sånger av bland annat Povel Ramel, Lennart Hellsing och Hasse Alfredson. Ibland får de besök, till exempel av stuntmannen Johan Torén. Då och då gör de utflykter, såsom till Leksaksmuseet. 
Under de första säsongerna visade Trazan och Banarne avsnitt ur tecknade TV-serier, såsom Lucky Luke.

### Olyckan
Delar av TV-serien 1980 producerades tillsammans med Trafiksäkerhetsverket. Därför förekommer rollfiguren Olyckan (Ted Åström), en skadeglad figur som älskar när Banarne gör misstag i trafiken. Med råd från Trazan om att se sig för när han ska korsa vägen, etc., lyckas dock Banarne undvika att bli påkörd eller ramla, till Olyckans förtret.

### Pulver & Nicko
Pulver & Nicko är titeln på en serie sketcher som förekom utspritt över serierna. Nicko spelas av Lasse Åberg, medan Pulver spelas av Klasse Möllberg. Sketcherna utspelar sig på landet, där två smutsiga och hesa bönder sitter på ett staket och drar gåtor för varandra. De vitsiga svaren får sedan båda att falla baklänges av skratt. Under nyårsspecialsändningen 1982 fick Pulver & Nicko resa till London, Paris och New York.

### Barndomsfilmer
Förutom de humoristiska inslagen finns också en serie nostalgiska kortfilmer med 1940- och 1950-talsmiljöer, som skildrar klasskillnader mellan arbetarklass (porträtterad av Lasse Åberg) och medelklass (i formen av den elake klasskamraten Arne, spelad av Klasse Möllberg), samlarbildsbyten, Brylcreem och den första kärleken.

### Filmtajm
Under vinjetten Filmtajm visades tecknade kortfilmer. Bland annat Rymdkadetterna, Terrytoons, Looney Tunes etc.

### Rocktajm
Förutom de musiknummer som Trazan & Banarne framför och som i stort sett kan klassas som jazz och swing, förekommer också inslaget Rocktajm, där dels rockbandet Electric Banana Band medverkar och dels olika gästartister i musikvideor såsom t ex Paul McCartney, David Bowie, Blondie och Judas Priest. Sångerna i Rocktajm är som namnet antyder mer influerade av rock. Temat för Electric Banana Bands sånger är fortfarande djungel, bananer, vilda djur och Tarzan.

### Dr. Banarne och Mr. Arne
I varje avsnitt fanns också ett inslag där Banarne förvandlades likt Dr Jekyll, men inte till ett monster som Mr. Hyde, utan till busungen Mr. Arne. Mr. Arne berättade om hyss och lurendrejeri som barn kunde utföra för att slippa äta viss typ av mat, få fördelar vid utdelning av jordgubbar, slippa borsta tänderna, etc. Mr. Arne gjorde entré med hälsningsfrasen "Tjena, alla monsterdiggare".

## Rollista
- Lasse Åberg - Trazan / Nicko
- Klasse Möllberg - Banarne / Mr. Arne / Pulver
- Ted Åström - Olyckan

## Media

### Skivalbum
Skivalbum
- 1977 - Sångtajm med Trazan och Banarne[6]
- 1978 - E' bananerna fina?!
- 1979 - Djungelmums
- 1983 - Banantårta och tigerkaka
- 1999 - Trazan & Banarnes bäzta!, samlingsalbum
- 2005 - Electric Banana Bands och Trazan & Banarnes bästa, samlingsalbum
- 2006 - Det bästa med Trazan & Banarne, samlingsalbum
- 2008 - Swingtajm! Trazan & Banarnes 30-årsskiva!
- 2009 - Original Album Classics, samlingsalbum (återutvåva av albumen Sångtajm med Trazan och Banarne, E' bananerna fina?! och Djungelmums)

### Spel
1984 kom familjespelet Speltajm som även 1999 gavs ut på CD-rom.

### Böcker
3 böcker gavs ut från Trazan och Banarne-universen:
- 1977 - Lektajm med Trazan och Banarne
- 1978 - Sångtajm med Trazan och Banarne (sångbok med noter)
- 1981 - Lästajm med Trazan och Banarne - Trazanboken

### Film och TV
- 1976–1978 - Trazan & Banarne
- 1980 - Trazan Apansson & Banarne
- 1980 - Trazan Apansson-E' bananerna fina?[10][11]
- 1980 - Trazan Apansson-Djungelmums[10][12]
- 1981 - Biotajm med Trazan & Banarne
- 1982 - Videotajm med Trazan & Banarne[10][13]
- 1998 - Electric Banana Band the Movie - djungelns kojigaste rulle[10][14]